# Lethe distincta
Lethe distincta är en fjärilsart som beskrevs av Clayton Dissinger Mell 1923. Lethe distincta ingår i släktet Lethe och familjen praktfjärilar. Inga underarter finns listade i Catalogue of Life.